# Инь Фу
Инь Фу (кит. трад. 殷夫, пиньинь Yīn Fū; 11 июня 1909 — 7 февраля 1931), настоящее имя Сюй Сяоцзе́ (кит. трад. 徐孝杰, пиньинь Xú Xiàojié), второе имя Байтин (кит. трад. 柏庭, пиньинь Bǎitíng) — китайский писатель и поэт, деятель молодёжного рабочего движения Китая, один из «Пяти Павших Патриотов» (左联五烈士). Также он был одним из 24 героев Лунхуа (龙华), пожертвовав собой под вымышленным именем Сюй Ин (徐英 — досл. «Герой по фамилии Сюй»). Существуют мнения, что Инь Фу на самом деле родился в 1910 году.

## Биография
Был родом из деревни Дасюй волости Хуайчжу уезда Сяншань провинции Чжэцзян. Его отец, Сюй Кунфу (徐孔甫), рано умер. В десять лет Инь Фу пошёл в начальную школу уезда Сяншань. Осенью 1923 года вместе со своим старшим братом по имени Сюй Пэйгэнь (徐培根) он отправился в Шанхай, где поступил в среднюю школу. В 1924 году начал писать стихи. В 1925 году, летом, во время кровавых «событий 30 мая» (五卅), вместе с учителями и учениками средней школы принимал участие в студенческих волнениях. В июле 1926 года он поступил в следующий класс средней школы шанхайского района Пудун; в школе присоединился к молодёжному кружку. В апреле 1927 году по доносу одного из членов партии Гоминьдан Инь Фу был заключён в тюрьму на три месяца, но затем благодаря усилиям своего старшего брата Сюй Пэйгэня был освобождён из заключения. В сентябре 1927 года Инь Фу поступил в университет Тунцзи — на подготовительные курсы по немецкому языку вместе со своими товарищами по обучению, Ван Шуньфаном (王顺芳) и Чэнь Юаньда (陈元达). В начале 1928 года вступил в литературную группу при журнале «Солнце» (太阳社, «Тайян») вместе со своими товарищами Э Ин (阿英) и Цзян Гуанцы (蒋光慈). В апреле того же года Инь Фу вступил в КПК.
Летом 1928 года он, опасаясь ареста, вынужден был бросить обучение и бежал вместе с Ван Шуньфаном и Чэнь Юаньда в родной уезд Сяншань, где благодаря своей второй старшей сестре Сюй Суюнь (徐素云), директору местной уездной школы для девушек, смог устроиться на должность подменного учителя. В марте 1928 года Инь Фу был вынужден разорвать отношения с семьёй и покинул уезд Сяншань; он вернулся в Шанхай, где некоторое время провёл в скитаниях. В июне того же года он в процессе работы над своей рукописью познакомился с Лу Синем. Летом в тот же период он организовал забастовку на фабрике по производству шёлка, в третий раз был арестован, но затем был быстро освобождён из-под стражи. В 1929 году окончил университет Тунцзи. Зимой 1930 года участвовал в редакции выпуска центрального периодического издания комсомольской газеты «Ленинская молодёжь» (列宁青年, «Ленин циннянь»), а также принимал участие в акциях Молодёжного антиимпериалистического Союза (青年反帝大同盟). В марте 1930 года была учреждена «Лига левых писателей Китая» (中国左翼作家联盟); Инь Фу стал членом этого объединения. В тот же год в мае месяце вместе со своими товарищами Ху Епинем (胡也频), Жоу Ши (柔石) и Фэн Кэном (冯铿) поэт был делегирован для участия в партийной работе; он принял участие в шанхайском тайном созыве Всенародного съезда советов региональных депутатов (全国苏维埃区域代表大会). 17 января 1931 году Инь Фу был арестован в Шанхае — это был уже четвёртый его арест. В том же году 2 июля Инь Фу был расстрелян в полицейском участке Лунхуа в Шанхае.

## Творчество
В 1925—1929 годах писал в основном лирические и романтические стихи, в которых чувствовалось влияние Петёфи и где любовная лирика представлена в сочетании с призывом к борьбе за счастье. Пример лирики Инь Фу этого периода — стихотворение «Моя любимая» (кит. упр. 《呵，我爱的》) 1927 года, в котором есть такие строки:

В старинном храме удары часов

Мерно вдали звучат.

Цветка орхидеи еще нежней

Ее волос аромат.

Мы звезды считали одну за другой,

Сбивались со счета легко

И вместе смеялись от всей души

Над леностью облаков.
Оригинальный текст (кит.)古刹的钟声，清淡，她的发香，似幽兰；我们同数星星，笑白云儿多疏懒。

Стихи периода 1929—1931 — гражданские. Творческое наследие включает в себя сборники рассказов, заметок и драм «Маленькая мама» (1928—1930), а также сборники переводов «Советские крестьяне» (1928), «Советские пионеры» (1930), «В. И. Ленин о любви» (1930). Некоторые его стихотворения были переведены на русский язык.